# Понтифекс максимус
Понтифекс максимус (на латински: Pontifex Maximus) или Велик понтифекс (велик жрец) е първоначално висша пожизнена жреческа длъжност в Древен Рим. В периода 753–712 пр.н.е. е заемана от римски царе.
Докато понтифекс е латинското наименование, думата се среща и като понтиф – от английски и френски, както и като понтифик – от руски език.
Великият понтифик е бил началник на колегията от понтифици и е ръководел т.нар. жречески цар, фламините и весталките. Ако някой от жреците или някой понтифик нарушал своите задължения, Великият понтифик му налагал глоба (multa). Въпреки че хората имали право да критикуват решенията на понтифика, в известни на историците случаи, те ги поддържали. Великият понтифик също водел и официалните летописи Annales maximi.
Тъй като Великият понтифик формално не е магистрат, той не е носел тога с пурпурни ресни. Негов отличителен знак бил железният нож (secespita).
За избора на Велик понтифик в трибутните комиции се избирали по жребий 17 от 35 триби и те гласували поединично. Този ред е отменен от Сула, но през 63 пр.н.е. е възстановен от Лабиен. След Август длъжността започнала да се присвоява от императора. Император Грациан през 382 г. отменил този ред. По-късно с „Велик понтифик“ започнали да се титулуват римските папи и по този начин длъжността Велик понтифик може да се счита за най-дълго непрекъснато функциониращата длъжност в Европа.

## Велики понтифици
- 712 пр.н.е. – Нума Марций
- 509 пр.н.е. – Гай Папирий
- 449 пр.н.е. – Квинт Фурий
- 431 пр.н.е. – Авъл Корнелий Кос
- 420 пр.н.е. – Спурий Минуций Авгурин
- 390 пр.н.е. – Марк Фолий Флацинатор
- 332–304 пр.н.е. – Публий Корнелий Калуса
- 304–? пр.н.е. – Луций Корнелий Сципион Барбат
- 254–243 пр.н.е. – Тиберий Корунканий, първи от плебеите
- 243–221 пр.н.е. – Луций Цецилий Метел
- 217–213 пр.н.е. – Луций Корнелий Лентул Кавдин
- 212–183 пр.н.е. – Публий Лициний Крас Див
- 183–180 пр.н.е. – Гай Сервилий Гемин
- 180–152 пр.н.е. – Марк Емилий Лепид
- ок. 159 пр.н.е. – Гай Скрибоний Курион
- 150–141 пр.н.е. – Публий Корнелий Сципион Назика Коркул
- 141–132 пр.н.е. – Публий Корнелий Сципион Назика Серапион
- 132–130 пр.н.е. – Публий Лициний Крас Муциан
- 130–115 пр.н.е. – Публий Муций Сцевола
- 114–103 пр.н.е. – Луций Цецилий Метел Далматик
- 103–89 пр.н.е. – Гней Домиций Ахенобарб
- 89–82 пр.н.е. – Квинт Муций Сцевола
- 81–63 пр.н.е. – Квинт Цецилий Метел Пий
- 63–44 пр.н.е. – Гай Юлий Цезар
- 44–13 пр.н.е. – Марк Емилий Лепид
- 12 пр.н.е. – Гай Юлий Цезар Октавиан Август